# 制空戦闘機

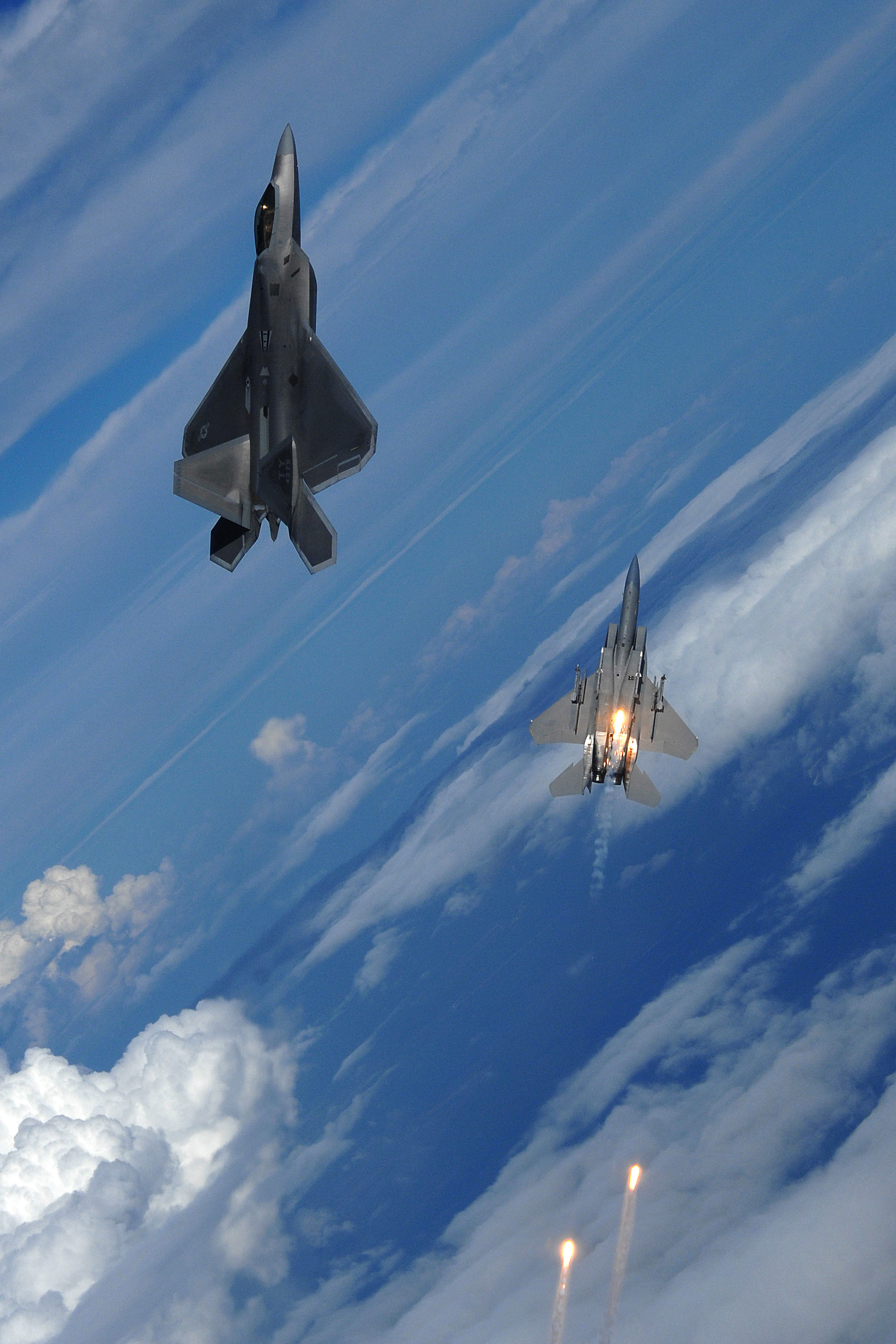
F-22とF-15

制空戦闘機（せいくうせんとうき、Air superiority fighter、Luftüberlegenheitsjäger）は、航空優勢を確保するために敵戦闘機の撃墜、空戦による戦闘空域の制圧を任務とする戦闘機。古い表記には「征空戦闘機」というものもある。
日本海軍では、このような空戦性能と航続距離を重視し対戦闘機戦闘を主任務とする単座戦闘機を昭和18年から「甲戦闘機」と呼称していた。

## 性能
マルチロール機の発展によって、基地や艦隊の上空の防御を担当する要撃機は、制空戦闘機との区別がなくなり、投入任務によって呼び名が変わるようになっている。
制空戦闘機の性能では特に格闘性能が重要とされる。上昇性能、加速性能、航続性能などに優れていることが必要で、対戦闘機戦闘のために広範囲の速度と高度で良好な機動性がなければならない。制空戦闘機は、敵機を探索、追尾するレーダーも重要である。
戦史叢書に書かれている太平洋戦争直前における旧日本軍の用兵思想では、制空権または航空優勢を獲得するには航空撃滅戦が有力であるとされており、火力や航続力に優れる零戦の登場がその思想をより発展させたとされている。。

## 歴史
1915年6月、ドイツがプロペラ内固定銃を装備して敵の航空機を撃墜する機体としてフォッカー アインデッカーを量産し、この駆逐機（戦闘機）の出現を各国が見習い、本格的な空中戦闘がこの機体から始まり、それまで単一機で行われていた飛行機作戦から任務が細分化され、偵察、爆撃、空戦と発展して行く過程で専用機種も生まれた。1916年には戦場上空での制空獲得の思想が生まれる。ドイツは戦場制空のため、空中阻塞、駆逐戦法という数層に配置した防御的阻塞幕を構成する方法をとり、戦闘機の発達とともに敵機撃墜、航空優勢を獲得する戦法に発展し、空中アクロバット戦が展開されていった。しかし、航続距離が短かったため、侵攻して攻撃する戦法は未熟だった。
当時の戦闘機は局地制空や敵機の迎撃など近距離での空中戦闘が任務であったが、1937年9月の南京空襲作戦で日本海軍の源田実参謀が戦闘機を主体的攻撃的に運用し、敵戦闘機を撃滅して制空権を獲得する「制空隊」を考案した。戦闘機を中心とする積極的な作戦で戦術思想としても画期的であった。1938年（昭和13年）1月17日、十二試艦上戦闘機計画要求に関する官民研究会で、前線から帰還した源田実参謀が飛行機隊の集団使用、遠距離進出などの新境地を開拓した経験から実戦での九五式/九六式艦上戦闘機の働きを説明して格闘性能と航続距離の必要を訴えた。この十二試艦上戦闘機は零戦として1940年に長距離制空戦闘機として完成した（制空戦闘機として計画・開発されたわけではない）。
その後、技術的進歩とともにF-15などの制空戦闘機が誕生していった。
2005年から配備が開始したF-22は、制空戦闘機よりさらに強調された「Air Dominance（航空支配）」戦闘機と呼ばれ、航空脅威だけでなく地上脅威にも支配力を及ぼす戦闘機となっている。